# Anne Reid
Pour les articles homonymes, voir Reid.
Anne Reid, née le 28 mai 1935 à Newcastle upon Tyne en Angleterre, est une actrice britannique.

## Biographie

### Début de sa vie
Anne Reid est née à Newcastle et a vécu avec ses parents et ses trois frères. Dès ses 10 ans, elle vécut dans le pensionnat de Penrhos College, quand son père fut affecté à l'étranger comme correspondant étranger pour le daily Telegraph. Durant ses vacances scolaires, elle ira très souvent rendre visite à sa famille en Inde, Téhéran ou encore Beyrouth. À la fin de ses études, elle déménagera à Londres pour suivre des cours à la Royal Academy of Dramatic.

### Télévision

#### Coronation Street
Son personnage de Valerie Tatlock restera son plus grand rôle. Elle jouera dans la série jusqu'en novembre 1970. Enceinte alors de son fils à cette époque, elle réunira plus de 18.000.000 téléspectateurs devant la série pour son dernier épisode (la mort par électrocution de Valerie Barlow).

## Filmographie
- 1957 : The Benny Hill Show (série télévisée)
- 1957 : The Machine Breakers (série télévisée) : Mary
- 1958 : Time Is the Enemy (série télévisée) : Patience Mee
- 1958 : The Adventures of Robin Hood (série télévisée) : Alison / Betsey / Melissa
- 1958 : Room 43
- 1957-1959 : Hancock's Half Hour (série télévisée) : l'actrice / la secrétaire
- 1961-1971 : Coronation Street (série télévisée) : Valerie Barlow / Valerie Tatlock
- 1972 : Buggins' Ermine (téléfilm) : Lily
- 1973 : Play for Today (série télévisée) : Eileen Morris
- 1973 : Six Days of Justice (série télévisée) : Margery Birkenshaw
- 1976 : Red Letter Day (série télévisée) : Sheila Harding
- 1977 : Heydays Hotel (téléfilm)
- 1977 : Fathers and Families (mini-série télévisée) : Martha Frend
- 1978 : ITV Playhouse (série télévisée) : Alice
- 1978 : Strangers (série télévisée) : Audrey Stephens
- 1978 : Crown Court (série télévisée) : Florence Davenport / Grace Cook / Mrs Davenport
- 1979 : Leave It to Charlie (série télévisée)
- 1979-1980 : The Mallens (série télévisée) : Mathilda Bensham
- 1981 : My Father's House (mini-série télévisée) : tante Kitty
- 1984 : Love and Marriage (série télévisée) : Ruth
- 1985 : Masterpiece Theatre: Bleak House (mini-série télévisée) : Mrs Bagnet
- 1985 : Shine on Harvey Moon (série télévisée) : Joan
- 1986 : Victoria Wood: As Seen on TV (série télévisée) : Pam Twill
- 1987 : Screen Two (série télévisée) : Mrs Hawke
- 1988 : Boon (série télévisée) : Yvonne Temple
- 1989 : Doctor Who (série télévisée) : Épisode « The Curse of Fenric » : Infirmière Crane
- 1989 : 4 Play (série télévisée) : Pam Radley
- 1989 : Victoria Wood (série télévisée) : Enid / Sheila
- 1989 : About Face (série télévisée) : Geraldine
- 1990 : A Bit of Fry and Laurie (série télévisée)
- 1990 : Made in Heaven (série télévisée) : Wilma
- 1991 : Josie Smith (série télévisée) : Miss Potts
- 1991 : The Upper Hand (série télévisée) : la nurse Edwards
- 1991 : Very Big Very Soon (série télévisée) : Susan Driscoll
- 1991 : Rich Tea and Sympathy (série télévisée) : Sally
- 1992 : An Ungentlemanly Act (téléfilm) : Mrs Mozeley
- 1992 : Casualty (série télévisée) : Barbara
- 1992 : Crime Story (série télévisée) : Muriel McKay
- 1992 : Ruth Rendell Mysteries (série télévisée) : Joyce Virson
- 1993 : Micky Love (téléfilm) : Jenny
- 1994 : Roughnecks (série télévisée)
- 1992-1994 : Firm Friends (mini-série télévisée) : Wendy Holmes
- 1994 : Where the Buffalo Roam (téléfilm) : Pam
- 1994 : Pat and Margaret (téléfilm) : Maeve
- 1994 : Seaforth (série télévisée) : tante Enid
- 1995 : The Infiltrator (téléfilm) : Ingrid Fischer
- 1995 : Wallace & Gromit : A Close Shave (court-métrage) : Wendolene (voix)
- 1996 : Hetty Wainthropp Investigates (série télévisée) : Hilda Townsend
- 1996 : Sometime, Never (série télévisée) : Annette
- 1997 : The Wingless Bird (mini-série télévisée) : Alice Conway
- 1997 : Love and Death on Long Island : Maureen
- 1996-1997 : Paul Merton in Galton and Simpson's... (série télévisée) : Gwen / la mère / Mrs Thompson
- 1993-1997 : Heartbeat (série télévisée) : tante Alison / Marjorie Doubleday
- 1997 : Spark (série télévisée) : Mrs Rudge
- 1999 : Lost for Words (téléfilm) : Gloria Brooks
- 1998-1999 : Playing the Field (série télévisée) : Mrs Gill
- 1993-1999 : Peak Practice (série télévisée) : Rita Barrat
- 1998-2000 : Dinnerladies (série télévisée) : Jean
- 2000 : Liam : Mrs Abernathy
- 2001 : The Incredible Adventures of Wallace & Gromit (vidéo) : Wendolene Ramsbottom (voix)
- 2001 : Linda Green (série télévisée) : Yvonne Mott
- 2002 : Sweet Charity (court-métrage TV) : Agnes
- 2001-2002 : Dalziel and Pascoe (série télévisée) : Harriet Cliffordister
- 2003 : Midsomer Murders (série télévisée) : Sarah Proudie
- 2003 : Love Actually
- 2003 : Cheers and Tears (téléfilm) : Grace
- 2003 : The Young Visiters (téléfilm) : Mrs Monticue
- 2004 : Rose and Maloney (série télévisée) : Bea Linden
- 2004 : The Mother : May
- 2005 : A Little Trip to Heaven : Martha
- 2005 : Bleak House (mini-série télévisée) : Mrs Rouncewell
- 2005 : The Booze Cruise II: The Treasure Hunt (téléfilm) : Grace Stringer
- 2006 : The True Voice of Murder (téléfilm)
- 2006 : The Booze Cruise III (téléfilm) : Grace
- 2006 : Jane Eyre (mini-série télévisée) : la gitane
- 2004-2006 : Life Begins (série télévisée) : Brenda Thornhill
- 2007 : Hot Fuzz : Leslie Tiller
- 2007 : The Bad Mother's Handbook (téléfilm) : Nancy Hesketh
- 2007 : Miss Marple: Nemesis (téléfilm) : sœur Agnès
- 2007 : Doctor Who (série télévisée) : Florence Finnegan
- 2007 : Hit for Six : la productrice
- 2007 : Savage Grace : Nini Daly
- 2008 : Shameless (série télévisée) : Joan Dallimore
- 2008 : Affinity : Mrs Brink
- 2008 : Faintheart : Barbara
- 2008 : In Love with Barbara (téléfilm) : Barbara Cartland
- 2010 : Five Days (série télévisée) : Jen Mason
- 2010 : Cemetery Junction : Freddie's Gran
- 2010 : New Tricks (série télévisée) : Sophie Urquhart
- 2010 : Moving On (série télévisée) : Diane
- 2009-2010 : Ladies of Letters (série télévisée) : Vera Small
- 2011 : Grandpa in My Pocket (série télévisée) : Madame Vibrato
- 2011 : Marchlands (série télévisée) : Ruth Bowen
- 2011 : Foster : Diane
- 2011 : Doc Martin (série télévisée) : Mrs Dingley
- 2011 : The Jury II (série télévisée) : June Brierley
- 2010-2012 : Upstairs Downstairs (série télévisée) : Mrs Clarice Thackeray / Mrs Thackeray
- 2012 : Unfinished Song : Brenda
- 2012-2016 : Last Tango in Halifax (série télévisée) : Celia
- 2013 : Prisoners' Wives (série télévisée) : Margaret
- 2013 : Inside No. 9 (série télévisée)
- 2013 : Agatha Christie's Poirot (série télévisée) : Daisy Luttrell
- 2013 : Believe, Theatre of dreams :  Jean Busby
- 2017 : Le Bonhomme de neige (The Snowman) de Tomas Alfredson : Mme. Bendiksen
- 2019 : The Aeronauts de Tom Harper : Ethel Glaisher
- 2019 : Bienvenue à Sanditon : Lady Denham
- 2019 : Years and Years : Muriel Deacon
- 2020 : The Nest : La mère de Rory
- 2021 : SAS: Rise of the Black Swan : Charlotte
- 2024 : Dîner à l'anglaise (The Trouble with Jessica) de Matt Winn : Miranda

## Distinctions

### Nominations
- British Independent Film Awards 2004 : Meilleure actrice pour The Mother
- British Academy Television Awards 2013 : meilleure actrice pour Last Tango in Halifax

## Voix françaises
- Marie-Martine dans :
  - Song for Marion (2012)
  - The Aeronauts (2019)
  - SAS: Rise of the Black Swan (2021)

- Claude Chantal dans Hot Fuzz (2007)
- France Gaillac dans Un cadeau inattendu (2011)
- Michèle André dans Years and Years (2019)
- Frédérique Cantrel dans The Nest (2020)